# Mi bestia
Mi bestia es una película de suspenso y drama coproducida entre Colombia y Francia. Dirigida por Camila Beltrán en su debut como directora de largometrajes y protagonizada por Stella Martínez, Marcela Mar, Mallerly Murillo y Héctor Sánchez, la cinta fue presentada en el Festival Internacional de Cine de San Sebastián e hizo parte de la sección ACID del Festival de Cannes en 2024.

## Sinopsis
En la Bogotá de 1996 imperan los cortes de electricidad y el miedo. Por toda la ciudad circula el rumor de que Satanás se presentará al mundo durante un eclipse lunar que está próximo a ocurrir. Ese miedo invade especialmente a Mila, una adolescente de trece años que se obsesiona con la supuesta llegada del mal y que siente que los cambios que está experimentando su cuerpo tienen que ver con esta especie de profecía.

## Reparto
- Stella Martínez es Mila
- Marcela Mar es Eva
- Mallerly Murillo es Dora
- Héctor Sánchez es David